# Schrems (Dolní Rakousy)

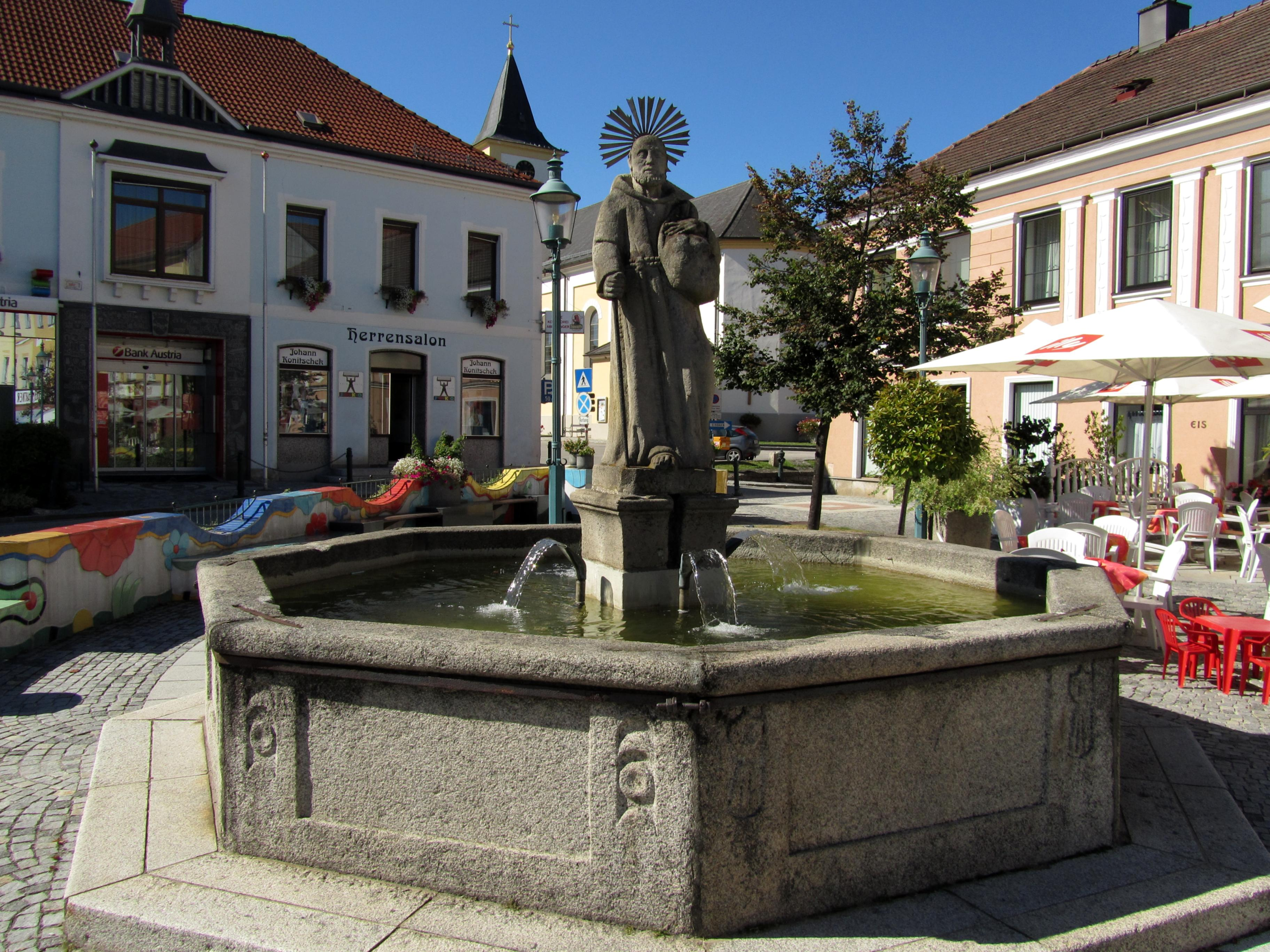
kašna

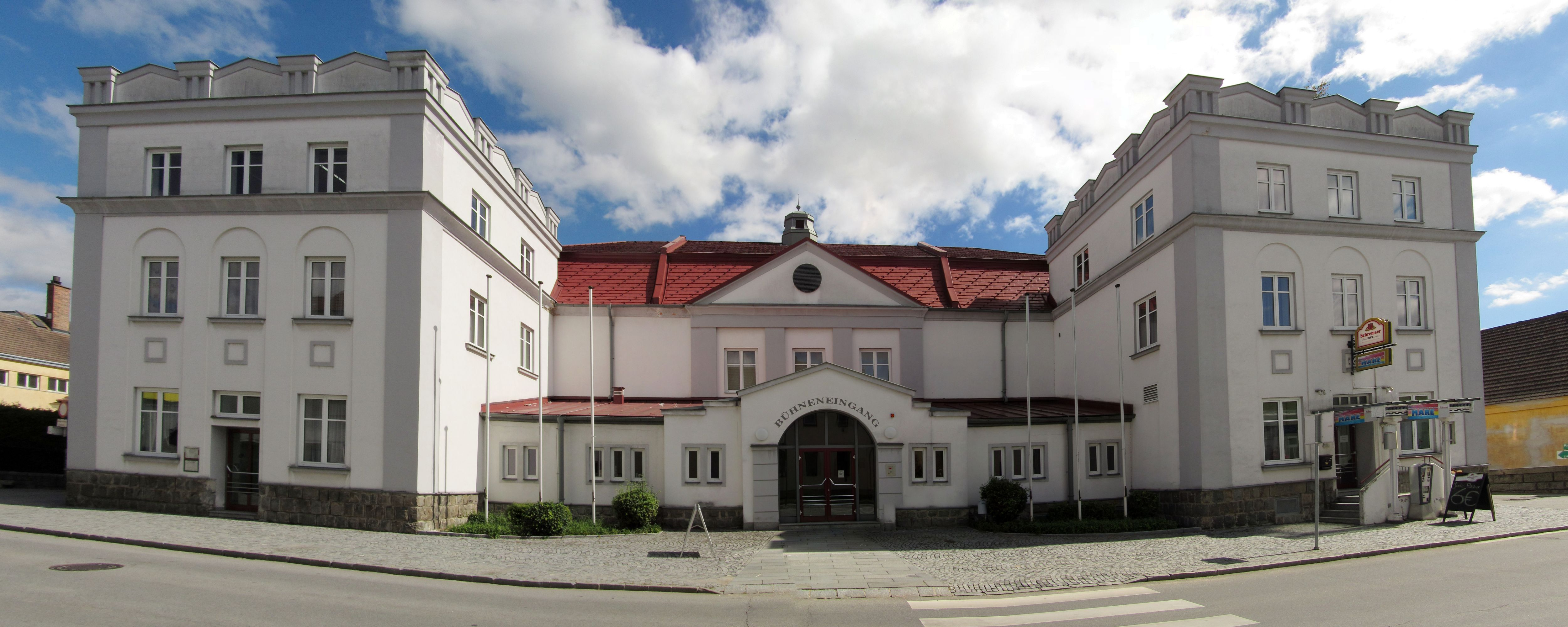
kulturní dům

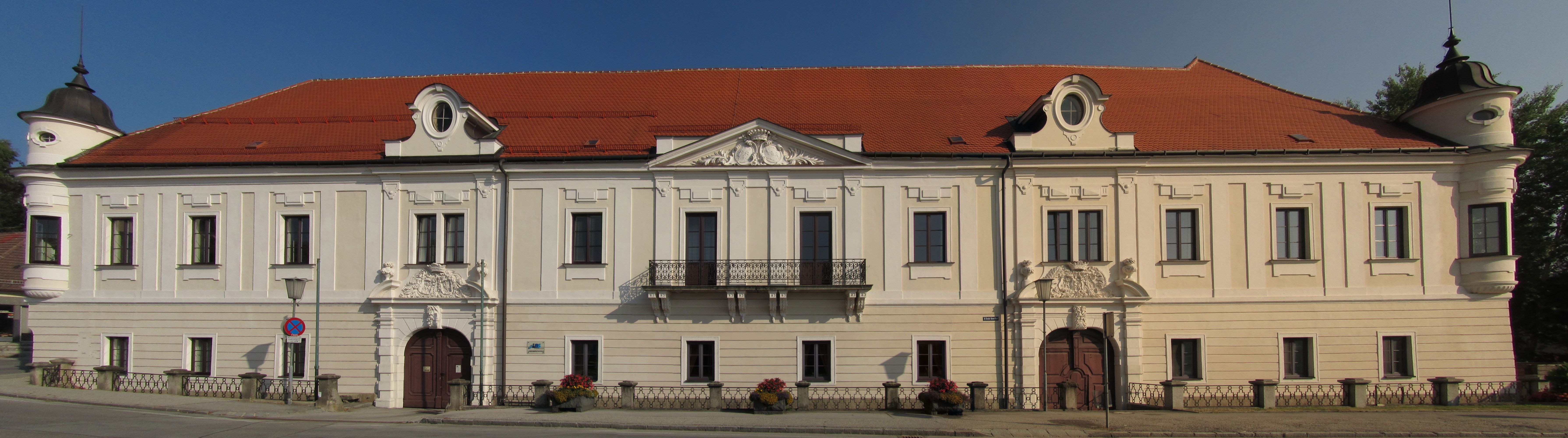
zámek

Schrems (česky Skřemelice) je město v Rakousku ve spolkové zemi Dolní Rakousy v okrese Gmünd. Žije v něm 5496 obyvatel (podle sčítání z roku 2016).

## Poloha
Schrems se nachází v severozápadní části spolkové země Dolní Rakousy. Jeho rozloha činí 60,82 km², z nichž 49,16% je jí zalesněných.

### Členění
Území města Schrems se skládá ze čtrnácti částí (v závorce uveden počet obyvatel k 1.1.2015):
- Anderlfabrik (0)
- Ehrenhöbarten (58)
- Gebharts (136)
- Kiensaß (36)
- Kleedorf (209)
- Kottinghörmanns (370)
- Kurzschwarza (91)
- Langegg (229)
- Langschwarza (246)
- Neulangegg (46)
- Neuniederschrems (49)
- Niederschrems (496)
- Pürbach (253)
- Schrems (3321)

## Historie
Schrems byl založen roku 1200, městem se stal až 23. října 1936. Jméno říčky Braunaubach (česky Skřemelice), která městem protéká, dříve znělo Schremelize, pravděpodobně podle českého slova křemen. Panují názory o tom že tedy název města pochází od vodního toku (jako je tomu v češtině), ale nelze to nijak dokázat.
Z roku 1410 pochází první zmínka o pivovaru. V roce 1582 daroval císař Rudolf II. městu znak. V 17. století bylo uděleno městu císařem Leopoldem I. tržní právo a byla zahájena stavba zámku.
Město bylo několikrát stiženo pohromami. Roku 1680 zde zuřila epidemie moru. Dne 10. května 1772 vypukl velký požár a též 2. dubna 1871 Schrems vzplanul, tentokrát bylo zničeno 40 domů, škola a kostel. V roce 1984 oblast zasáhla vichřice o síle 8-10 stupňů Beaufortovy stupnice a také byla zasažena roku 2002 při stoleté vodě.

## Osobnosti
- Josef Allram (1860-1941), básník
- Ernest Gabmann (*1949), náměstek hejtmana Dolních Rakous
- Herbert Haas (1928-2006), politik
- Johann Maier (*1952)
- Franz Elfried Wimmer (1881-1961), botanik a teolog

## Partnerská města
- Třeboň